# Fotbalový zápas Skotsko-Anglie (1872)
Fotbalový zápas Skotsko-Anglie v roce 1872 byl prvním oficiálním mezinárodním fotbalovým utkáním v historii. Hrál se 30. listopadu 1872, na svátek svatého Ondřeje, patrona Skotska. Dějištěm byl kriketový stadion Hamilton Crescent v glasgowské čtvrti Partick. Zápas navštívily 4 000 diváků, vstupné stálo jeden šilink.

## Průběh
Mužstvo Skotska tvořil pouze fotbalisté Queen's Park FC, anglický tým sestavil Charles Alcock z hráčů devíti klubů. Domácí nastoupili v rozestavení se dvěma obránci, dvěma záložníky a šesti útočníky, Anglie měla jednoho obránce, jednoho záložníka a osm útočníků. Utkání skončilo bezbrankovou remízou (na konci prvního poločasu skóroval Robert Leckie, ale rozhodčí William Keay branku neuznal, protože se míč dotkl horní pásky, což tehdejší pravidla nedovolovala). Podle referátů v tisku byla atmosféra zápasu přátelská a úroveň hry vysoká i navzdory rozmoklému hřišti. Výsledek 0:0 se v utkání mezi Anglií a Skotskem zopakoval až v roce 1970.

## Statistiky zápasu
| 30. listopadu 1872 14:15 |       |        |                                                        |
| Skotsko                  | 0 : 0 | Anglie | Hamilton Crescent diváci: 4 000 rozhodčí: William Keay |
|                          |       |        | Hamilton Crescent diváci: 4 000 rozhodčí: William Keay |

| Skotsko | Anglie |

## Sestavy
| Skotsko |  |                                      |
|         |  |                                      |
| B       |  | Robert Gardner (Queen's Park FC) ()  |
| O       |  | William Ker (Queen's Park FC)        |
| O       |  | Joseph Taylor (Queen's Park FC)      |
| Z       |  | James John Thomson (Queen's Park FC) |
| Z       |  | James Smith (Queen's Park FC)        |
| Ú       |  | Robert Smith (Queen's Park FC)       |
| Ú       |  | Robert Leckie (Queen's Park FC)      |
| Ú       |  | Alex Rhind (Queen's Park FC)         |
| Ú       |  | Billy MacKinnon (Queen's Park FC)    |
| Ú       |  | Jerry Weir (Queen's Park FC)         |
| Ú       |  | David Wotherspoon (Queen's Park FC)  |

| Anglie |  |                                               |
|        |  |                                               |
| B      |  | Robert Barker (Hertfordshire Rangers FC)      |
| O      |  | Harwood Greenhalgh (Notts County FC)          |
| Z      |  | Reginald Courtenay Welch (Harrow Chequers FC) |
| Ú      |  | Frederick Maddison (Oxford University AFC)    |
| Ú      |  | William Maynard (1st Surrey Rifles FC)        |
| Ú      |  | John Brockbank (Cambridge University AFC)     |
| Ú      |  | Charles Clegg (Sheffield Wednesday FC)        |
| Ú      |  | Arnold Kirke Smith (Oxford University AFC)    |
| Ú      |  | Cuthbert Ottaway (Oxford University AFC)      |
| Ú      |  | Charles Chenery (Crystal Palace)              |
| Ú      |  | Charles Morice (Barnes FC)                    |

| Skotsko |  |                                      |
|         |  |                                      |
| B       |  | Robert Gardner (Queen's Park FC) ()  |
| O       |  | William Ker (Queen's Park FC)        |
| O       |  | Joseph Taylor (Queen's Park FC)      |
| Z       |  | James John Thomson (Queen's Park FC) |
| Z       |  | James Smith (Queen's Park FC)        |
| Ú       |  | Robert Smith (Queen's Park FC)       |
| Ú       |  | Robert Leckie (Queen's Park FC)      |
| Ú       |  | Alex Rhind (Queen's Park FC)         |
| Ú       |  | Billy MacKinnon (Queen's Park FC)    |
| Ú       |  | Jerry Weir (Queen's Park FC)         |
| Ú       |  | David Wotherspoon (Queen's Park FC)  |

| Anglie |  |                                               |
|        |  |                                               |
| B      |  | Robert Barker (Hertfordshire Rangers FC)      |
| O      |  | Harwood Greenhalgh (Notts County FC)          |
| Z      |  | Reginald Courtenay Welch (Harrow Chequers FC) |
| Ú      |  | Frederick Maddison (Oxford University AFC)    |
| Ú      |  | William Maynard (1st Surrey Rifles FC)        |
| Ú      |  | John Brockbank (Cambridge University AFC)     |
| Ú      |  | Charles Clegg (Sheffield Wednesday FC)        |
| Ú      |  | Arnold Kirke Smith (Oxford University AFC)    |
| Ú      |  | Cuthbert Ottaway (Oxford University AFC)      |
| Ú      |  | Charles Chenery (Crystal Palace)              |
| Ú      |  | Charles Morice (Barnes FC)                    |